# モジョケルト
モジョケルトはインドネシアのジャワ島の東ジャワ州の都市である。2010年の人口は13万196人だった。

州都スラバヤの南西40kmに位置し、スラバヤ都市圏の一角を成す。

## 経済
モジョケルトは東ジャワ州の食料庫である。環境への関心を高める非政府系組織のPPLH(セロリマン環境教育中心)はモジョケルトに有る。ウェタン・マス王国のアイルランガ王時代(1029～1041年)や、マジャパヒト王国のブラウィジャヤ王朝(1292～1400年)時代のモジョケルトは首都で、領域はヌサンタラ(インドネシアの島嶼群)全域に及んだ。モジョケルトの標語は「コタ・ブディ・パリンダ」である。

## 語源
モジョケルトはマレー語のジャワ訛りで、「マジャ」と「カルタ」に分かれる。マジャはマジャパヒトと同じで、マジャパヒト帝国の新首都で発見されたベルノキから来ている。カルタは要塞を意味するので、モジョケルトは「マジャパヒトの要塞」となる。

## マジャパヒトの栄光計画7周年記念
1989年から、東ジャワ州では1週間に及ぶ文化祭が行われている。37地区が参加している。この祭りはスラバヤやメラン、ジェンベル、マディウン等の都市で順番に開催される。東ジャワ州の伝統芸能や地元料理で観光客を呼び込む事を目的とする。今年は緑環境年と重なった為、モジョケルトで行われた。目的を達成する為に、地方と州の委員会は以下の対策を議論している。
- 学会を開き、マジャパヒトに関する本を書く
- マジャパヒトが残る地区に植樹する事で、緑環境年を制定する。東ジャワ州の37地区はこれに参加する。
- マジャパヒトの工芸品を革新する。
- 観光客を惹きつける施設を設立する。

以下の活動が行われている
- マジャパヒトの栄光を反映した東ジャワ州の文化観光祭
- 考古学展示
- 考古学・歴史の公開授業
- 文化芸術祭
- 観光客を惹きつける紹介

上記の催事は1993年7月5日～15日に行われた。中国やフィンランド、デンマーク、マレーシア、中東から観光客が来た。

## 参考資料
1. ↑  Stephen Backshall (2003). Indonesia. Rough Guides. ISBN 1-85828-991-2

座標: 南緯7度28分20秒 東経112度26分1秒 / 南緯7.47222度 東経112.43361度